# فرماندار توکیو
فرماندار توکیو (به ژاپنی: 東京都知事, Tokyo-To Chiji)، رئیس دولت توکیو است.
در سال ۱۹۴۳، با اتحاد شهر توکیو و استان توکیو، موقعیت استانداری ایجاد شد. عنوان فعلی در سال ۱۹۴۷ به دلیل تصویب قانون خودمختاری محلی به تصویب رسید.